# Allobaccha mundulosa
Allobaccha mundulosa är en tvåvingeart som först beskrevs av Charles Howard Curran 1947.  Allobaccha mundulosa ingår i släktet Allobaccha och familjen blomflugor. Inga underarter finns listade i Catalogue of Life.